# 阿吉戈利湖

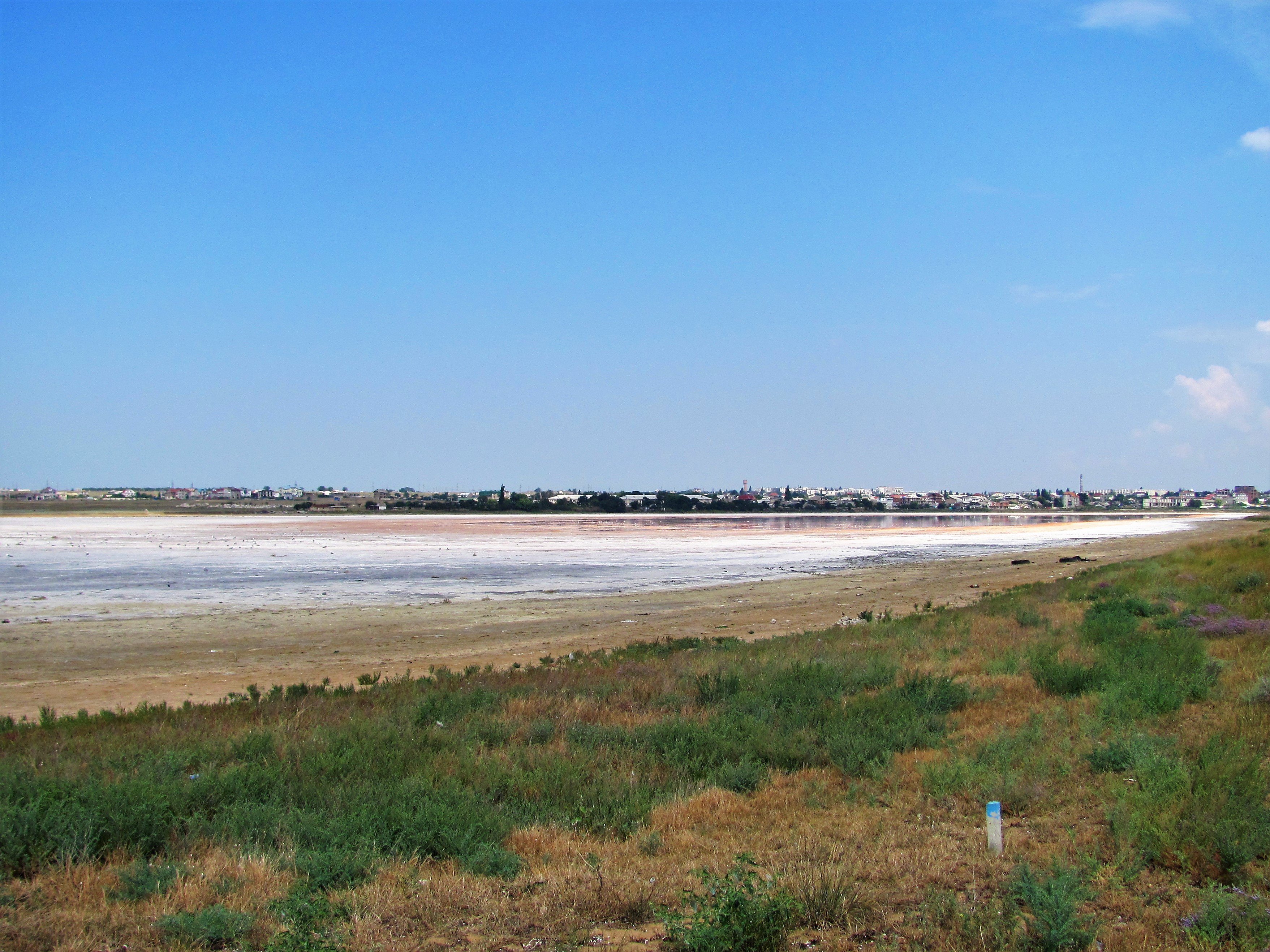

阿吉戈利湖（烏克蘭語：Аджіголь），是烏克蘭的湖泊，位於該國克里米亞半島，面積0.528平方公里，平均水深0.35米，最大水深0.6米，湖岸線長度3.6公里，集水區面積2.5平方公里。